# Sfintere precapillare
Lo sfintere precapillare è un anello di fibre muscolari lisce presenti nel punto in cui le arteriole e le metarteriole si trasformano in capillari. Sono presenti principalmente nella microcircolazione mesenterica. Il tono muscolare di tale sfintere riveste un ruolo rilevante nella regolazione del flusso ematico all'interno dei vasi sanguigni ed è dovuto a numerosi fattori nervosi e ormonali.